# Enteromius motebensis
Enteromius motebensis é uma espécie de peixe actinopterígeo da família Cyprinidae.
Apenas pode ser encontrada na África do Sul.